# Symplecta megarhabda
Symplecta megarhabda är en tvåvingeart som först beskrevs av Alexander 1943.  Symplecta megarhabda ingår i släktet Symplecta och familjen småharkrankar. Inga underarter finns listade i Catalogue of Life.